# .ru
.ru este un domeniu de internet de nivel superior, pentru Rusia (ccTLD).